# Yaroslav Rakitskiy
Yaroslav Volodymyrovytch Rakitskiy (en ukrainien : Ярослав Володимирович Ракіцький) est un footballeur ukrainien, né le 3 août 1989 à Perchotravensk. Il évolue au poste de défenseur central.

## Biographie

### En club
En avril 2011, Rakitskiy  dispute avec le Chakhtar Donetsk les quarts de finale de la Ligue des champions, face au FC Barcelone. Il se met en évidence en inscrivant un but au Camp Nou lors du match aller, mais ne peut empêcher la défaite de son équipe sur le lourd score de 5-1.
En 2016, il atteint avec le Chakhtar les demi-finales de la Ligue Europa. En quart de finale, il se met en évidence en marquant un but contre le Sporting Braga. En demi, son équipe s'incline face au Séville FC.
Rakitskiy rejoint le Zénith Saint-Pétersbourg à la fin du mois de janvier 2019. Pendant l'invasion de l'Ukraine par la Russie en 2022, il refuse d'abord de jouer un match, puis rompt son contrat avec ce club, avec l'accord de celui-ci, début mars 2022.

### En équipe nationale
Avec les espoirs, Rakitskiy inscrit trois buts. Il marque un but en amical contre Chypre, et également deux buts lors des éliminatoires du championnat d'Europe 2011, contre Malte et l'équipe de France. En juin 2011, il participe à la phase finale de l'Euro espoirs organisé au Danemark. Lors de cette compétition, il officie comme titulaire et joue trois matchs. Avec un bilan d'un nul et deux défaites, l'Ukraine est éliminée dès le premier tour.
Yaroslav Rakitskiy reçoit un total de 54 sélections en équipe d'Ukraine entre 2009 et 2018, pour quatre buts inscrits.
Le 10 octobre 2009, il joue son premier match en équipe nationale, contre l'Angleterre, où il se voit propulsé directement titulaire (victoire 1-0). Quatre jours plus tard, il marque son premier but avec l'Ukraine, contre Andorre (large victoire 0-6 à l'extérieur). Ces deux rencontres rentrent dans le cadre des éliminatoires du mondial 2010.
Le 7 septembre 2010, il inscrit son deuxième but en équipe nationale, contre le Chili (victoire 2-1). Le 8 février 2011, il marque son troisième but, contre la Roumanie (victoire 6-4 aux tirs au but).
En juin 2012, il participe à la phase finale du championnat d'Europe organisé en Pologne et en Ukraine. Lors de cette compétition, il ne joue qu'une seule rencontre, face à l'Angleterre. Avec un bilan d'une seule victoire et deux défaites, l'Ukraine est éliminée dès le premier tour.
Le 6 septembre 2013, il inscrit son quatrième et dernier but avec l'Ukraine, contre Saint-Marin. Ce match gagné sur le large score de 9-0 rentre dans le cadre des éliminatoires du mondial 2014. En juin 2016, il dispute à nouveau la phase finale du championnat d'Europe, qui se déroule cette fois-ci en France. Lors de cette compétition, il joue deux rencontres. Avec un bilan peu reluisant de trois défaites en trois matchs, l'Ukraine ne dépasse pas le premier tour.
Il reçoit sa dernière sélection avec l'Ukraine le 16 octobre 2018, contre la Tchéquie. Ce match gagné 1-0 rentre dans le cadre de la Ligue des nations.

## Statistiques
| Saison                | Club                     | Championnat           | Championnat | Championnat | Coupe(s) nationale(s) | Coupe(s) nationale(s) | Supercoupe | Supercoupe | Compétition(s) continentale(s) | Compétition(s) continentale(s) | Compétition(s) continentale(s) | Ukraine | Ukraine | Total | Total |
| Saison                | Club                     | Division              | M.          | B.          | M.                    | B.                    | M.         | B.         | Comp.                          | M.                             | B.                             | M.      | B.      | M.    | B.    |
| 2009-2010             | Chakhtar Donetsk         | D1                    | 24          | 0           | 4                     | 1                     | -          | -          | C1+C3                          | 0+9                            | 0+1                            | 5       | 1       | 42    | 3     |
| 2010-2011             | Chakhtar Donetsk         | D1                    | 21          | 1           | 2                     | 0                     | 1          | 0          | C1                             | 10                             | 1                              | 5       | 2       | 39    | 4     |
| 2011-2012             | Chakhtar Donetsk         | D1                    | 27          | 2           | 5                     | 0                     | 1          | 0          | C1                             | 4                              | 0                              | 8       | 0       | 45    | 2     |
| 2012-2013             | Chakhtar Donetsk         | D1                    | 24          | 1           | 2                     | 0                     | 1          | 0          | C1                             | 8                              | 0                              | 4       | 0       | 39    | 1     |
| 2013-2014             | Chakhtar Donetsk         | D1                    | 23          | 0           | 1                     | 0                     | 1          | 0          | C1+C3                          | 6+1                            | 0+0                            | 4       | 1       | 36    | 1     |
| 2014-2015             | Chakhtar Donetsk         | D1                    | 18          | 2           | 5                     | 0                     | 1          | 0          | C1                             | 8                              | 0                              | 6       | 0       | 38    | 2     |
| 2015-2016             | Chakhtar Donetsk         | D1                    | 18          | 2           | 2                     | 0                     | 1          | 0          | C1+C3                          | 10+7                           | 0+1                            | 10      | 0       | 48    | 3     |
| 2016-2017             | Chakhtar Donetsk         | D1                    | 21          | 0           | 2                     | 0                     | 0          | 0          | C1+C3                          | 1+7                            | 0+0                            | 4       | 0       | 35    | 0     |
| 2017-2018             | Chakhtar Donetsk         | D1                    | 23          | 0           | 3                     | 1                     | 1          | 0          | C1+C3                          | 8                              | 0                              | 4       | 0       | 39    | 1     |
| 2018-2019             | Chakhtar Donetsk         | D1                    | 11          | 1           | -                     | -                     | 1          | 0          | C1                             | 4                              | 0                              | 4       | 0       | 20    | 1     |
| Sous-total            | Sous-total               | Sous-total            | 210         | 9           | 26                    | 2                     | 8          | 0          | -                              | 82                             | 3                              | 54      | 4       | 380   | 18    |
| 2018-2019             | Zénith Saint-Pétersbourg | D1                    | 12          | 3           | -                     | -                     | -          | -          | C3                             | 4                              | 0                              | -       | -       | 16    | 3     |
| 2019-2020             | Zénith Saint-Pétersbourg | D1                    | 27          | 0           | 4                     | 0                     | 1          | 0          | C1                             | 5                              | 1                              | -       | -       | 37    | 1     |
| 2020-2021             | Zénith Saint-Pétersbourg | D1                    | 24          | 1           | 1                     | 0                     | 1          | 0          | C1                             | 6                              | 0                              | -       | -       | 32    | 1     |
| 2021-2022             | Zénith Saint-Pétersbourg | D1                    | 15          | 1           | -                     | -                     | 1          | 0          | C1+C3                          | 6+1                            | 1+0                            | 0       | 0       | 23    | 2     |
| Sous-total            | Sous-total               | Sous-total            | 78          | 5           | 5                     | 0                     | 3          | 0          | -                              | 22                             | 2                              | -       | -       | 108   | 7     |
| 2022-2023             | Adanaspor                | Süper Lig             | -           | -           | -                     | -                     | -          | -          | -                              | -                              | -                              | -       | -       | 0     | 0     |
| Sous-total            | Sous-total               | Sous-total            | 0           | 0           | 0                     | 0                     | 0          | 0          | -                              | 0                              | 0                              | 0       | 0       | 0     | 0     |
| Total sur la carrière | Total sur la carrière    | Total sur la carrière | 288         | 14          | 31                    | 2                     | 11         | 0          | -                              | 104                            | 5                              | 54      | 4       | 488   | 25    |

## Palmarès

### En club
Chakhtar Donetsk
- Champion d'Ukraine en 2010, 2011, 2012, 2013, 2014 et 2017.
- Vainqueur de la Coupe d'Ukraine en 2011, 2012, 2013, 2016, 2017 et 2018.
- Vainqueur de la Supercoupe d'Ukraine en 2010, 2012, 2013, 2014, 2015 et 2017.

 Zénith Saint-Pétersbourg
- Champion de Russie en 2019, 2020 et 2021.
- Vainqueur de la Coupe de Russie en 2020.
- Vainqueur de la Supercoupe de Russie en 2020 et 2021.

### En sélection
- Vainqueur du Championnat d'Europe des moins de 19 ans 2009.